# Lövvasseltjärnen
Lövvasseltjärnen är en sjö i Mora kommun i Dalarna och ingår i Ljusnans huvudavrinningsområde. Sjön har en area på 0,0528 kvadratkilometer och ligger 709,3 meter över havet.

## Delavrinningsområde
Lövvasseltjärnen ingår i det delavrinningsområde (683259-141382) som SMHI kallar för Inloppet i Ulvsjön. Medelhöjden är 694 meter över havet och ytan är 54 kvadratkilometer. Det finns inga avrinningsområden uppströms utan avrinningsområdet är högsta punkten. Olingan som avvattnar avrinningsområdet har biflödesordning 4, vilket innebär att vattnet flödar genom totalt 4 vattendrag innan det når havet efter 316 kilometer. Avrinningsområdet består mestadels av skog (60 procent) och sankmarker (40 procent). Avrinningsområdet har 0,05 kvadratkilometer vattenytor vilket ger det en sjöprocent på 0,1 procent.